# 253ª Squadriglia
La 253ª Squadriglia fu un reparto attivo nel Servizio Aeronautico della Regia Marina nel corso della prima guerra mondiale.

## Storia

### Prima guerra mondiale
L'unità viene creata nella primavera del 1917 sull'isola di Gorgo nella Laguna di Grado dalla 1ª Squadriglia Idrovolanti della locale Stazione comandata dal sottotenente di vascello Federico Martinengo (futuro Contrammiraglio) dotata al 30 aprile di un FBA Type H e 9 Macchi L.3.
Era la base aerea era più vicina al nemico di quelle italiane a poche decine di chilometri dal fronte ed a 10 minuti di volo dalla base di Trieste.
Il 2 maggio 2 L.3 (su cui vi era anche il tenente osservatore Egidio Grego) lanciano bombe vicino a San Sabba di Trieste ed il 16 maggio un equipaggio scarica bombe sulle batterie austriache di Punta Salvore dopo non aver trovato un sommergibile.
Nell'ambito della Decima battaglia dell'Isonzo il 24 maggio quattro aerei austriaci attaccano il monitore HMS Earl of Peterborough ed il monitore HMS Sir Thomas Picton britannici ed un FBA spara ad un Lohner L causandogli un atterraggio di emergenza e la cattura dei due aviatori austriaci. Da notare che il comandante dell'HMS Earl of Peterborough, che con i suoi grossi calibri batteva Prosecco (Trieste) e Opicina e che con il suo equipaggio aveva salutato e ringraziato gli italiani, era James Fownes Somerville, futuro nemico della Regia Marina nella seconda guerra mondiale.
Il 25 maggio il Macchi del 2º capo timoniere Luigi Zoni e di Grego, impegnato nella scorta del motoscafo armato silurante (MAS) del ten. di vascello Luigi Rizzo (che il 10 giugno 1918 affonda su MAS 15 lo SMS Szent István), costringe ad ammarare un idro tipo A, che lo aveva attaccato a 7 miglia ad est di Muggia, nel porto di Trieste. Il 31 maggio di notte 2 idro partono per bombardare Trieste ed un Macchi lancia 2 bombe da 162 mm su 4 cacciatorpediniere vicino a Pirano e le altre su un treno vicino a Trieste notando un incendio. Il 1º giugno il reparto dispone di 2 FBA e 7 L.3 ed il 13 giugno il Sottotenente di vascello osservatore Primo Baggioni ed il 2° Capo Guido Iannello costringono ad ammarare un idro tipo A nel golfo di Trieste ma devono ritirarsi per l'arrivo di altri tre idrovolanti.
Il 27 giugno 2 FBA agli ordini del Ten. di Vascello Aldo Pellegrini svolgono una ricognizione del canale di Zara ed il 10 luglio 4 Macchi dopo una ricognizione tra Capodistria e Trieste vengono attaccati da 3 idro e quello di Grego dopo essere stato colpito deve ammarare. L'equipaggio viene recuperato dal MAS 15 ed il Macchi dal MAS 14 scortato da 2 FBA. Dal 5 agosto Pellegrini assume il comando della squadriglia che dispone nel periodo di un FBA, 10 L.3 e 2 Macchi M.5 dotati di mitragliatrici Fiat Mod. 14 tipo Aviazione che all'inizio si inceppavano.
Il 28 agosto due idro al rientro segnalano la presenza di due corazzate della Classe Monarch nei pressi di Zaule vicino a Muggia.
Il 5 settembre colpiscono con una bomba una corazzata della Classe Monarch causando una falla di quasi 7 metri per 2 nella Carena. Il 23 settembre 1917, durante una missione di ricognizione sul mare d'Istria, l'idrovolante M.5 di Zoni fu intercettato ed abbattuto sul mare tra Punta Sdobba e Miramare (Trieste) da un caccia Albatros D.III (153.04) della FliK 41J pilotato da Frank Linke-Crawford, quarto nella lista degli assi austriaci con 27 vittorie aeree e che fu a sua volta abbattuto il 30 luglio 1918, sopra Guia, una frazione di Valdobbiadene in provincia di Treviso, dal caporale Aldo Astolfi, rimanendo ucciso nell'azione. Con quella vittoria ottenne la qualifica di asso.
Lo stesso giorno il Macchi del volontario motonauta pilota Giovanni Ravelli, che si distinse nelle competizioni motociclistiche prima della guerra, e di Grego viene attaccato da due idrocaccia Oeffag H FB (A-11), tra cui vi era l'asso Gottfried von Banfield e con il motore colpito riesce a tornare a Grado.
Dopo la Battaglia di Caporetto, il 30 ottobre la squadriglia lascia la base di Grado, sotto tiro delle batterie austriache di Belvedere di Aquileia, per ripiegare nel nuovo hangar dell'Isola di Sant'Andrea (Venezia). Il 16 novembre le corazzate SMS Wien e SMS Budapest, scortate da 6 cacciatorpediniere, attaccano Cortellazzo e 3 aerei vengono mandati a bombardarle ma al rientro il Macchi dei Guardiamarina Alberto Briganti e Mario Savino viene attaccato da uno dei 3 idro austriaci che difendevano la formazione navale ma lo abbatte. Il 23 novembre il Macchi di Grego, mentre regolava il tiro dei monitori inglesi, viene attaccato da 3 aerei austriaci tra cui l'asso Franz Gräser su Albatros e viene abbattuto.
Il 1º dicembre 3 idro bombardano il ponte sul Piave di Grisolera e mitragliano le trincee ma al rientro un idro ammara in emergenza in una palude venendo soccorso da uno degli altri due idro. Il 1º gennaio 1918 l'unità dispone di 6 piloti, 5 osservatori e 4 L.3 ed a fine mese il comando passa al ten. di vascello Eugenio Casagrande. Il 27 febbraio di notte gli aerei della squadriglia attaccano Pola ed al rientro un Macchi si danneggia ed il 17 maggio Briganti va in ricognizione di giorno su Pola per controllare i danni inflitti dal Barchino saltatore Grillo sulla SMS Viribus Unitis, riuscendo a non essere colpito dalla contraerea.
Il 1º giugno il reparto dispone di 7 piloti, 5 osservatori e 7 Macchi ed il 16 giugno 2 aerei bombardano di notte Pola ed al rientro uno degli idro si rovescia in ammaraggio. Il 23 giugno nel bombardamento di San Donà di Piave un idro viene colpito dalla contraerea e compie un atterraggio in emergenza nelle linee italiane. Il 17 luglio 6 aerei bombardano di giorno la Piazzaforte di Pola. Al termine del conflitto Casagrande, già Medaglia d'oro al valor militare, venne fatto Conte di Villaviera (Caorle), dal nome di un cascinale che si trovava nelle paludi adriatiche, nelle quali ammarò di notte nell'estate 1918 nel corso di una delle 16 missioni di recupero informatori compiute con i velivoli della squadriglia. Alla fine della guerra il reparto dispone di 8 piloti, 6 osservatori e 7 Macchi.

### Seconda guerra mondiale
Al 10 giugno 1940 era nel 104º Gruppo con 7 Savoia-Marchetti S.M.79 del 46º Stormo Bombardamento Terrestre sull'Aeroporto di Pisa-San Giusto.
Durante la Battaglia di mezzo giugno, la mattina del 14 giugno 1942 il Sergente Maggiore Giorgio Compiani decollò con il suo S.79 Sparviero ai cui comandi vi era il tenente Mario Ingrellini. I due erano decisi a colpire la portaerei Eagle con il proprio siluro in dotazione al velivolo.
Insieme ad altri 31 aerosiluranti e 18 bombardieri decollati dalla Sardegna, il 14 giugno gli aerei italiani attaccarono il convoglio Harpoon, affondando il piroscafo Tanimbar e danneggiando gravemente l’incrociatore leggero Liverpool. L’aereo di Ingrellini e Compiani attaccò la portaerei Eagle, lanciando il proprio siluro da una distanza di 366 m ed a una quota di 36 m. dopo il lancio dell’arma l’S.79 si mise su una rotta di scampo, ma fu colpito dal fuoco antiaereo della Eagle, coadiuvato da quello del cacciatorpediniere Icarus, e si incendiò precipitando in mare con la morte di tutto l’equipaggio. Sia Compiani che Ingrellini vennero decorati dapprima con la Medaglia d'argento al valor militare alla memoria, successivamente trasformata in Medaglia d'oro, mentre gli altri membri dell’equipaggio ricevettero quella d’argento.
All'8 settembre 1943 era inquadrata nel 104º Gruppo Aerosiluranti dell'Aeroporto di Siena-Ampugnano con 4 S.M.79 della 3ª Squadra aerea. Al successivo 15 ottobre era con gli SM 79 a Leverano nel 132º Gruppo. Al 2 maggio 1945 era con i Martin 187 Baltimore nel 132º Gruppo a Campomarino.